# Hemicentrus brevis
Hemicentrus brevis är en insektsart som beskrevs av Yuan och Tian 1994. Hemicentrus brevis ingår i släktet Hemicentrus och familjen hornstritar. Inga underarter finns listade i Catalogue of Life.